# Karposh Point
Karposh Point är en udde i Antarktis. Den ligger i Sydshetlandsöarna. Argentina, Chile och Storbritannien gör anspråk på området.
Terrängen inåt land är huvudsakligen platt, men åt sydväst är den kuperad. Havet är nära Karposh Point åt nordost. Trakten är obefolkad. Det finns inga samhällen i närheten. 